# Burke (Virginia)
Burke es un lugar designado por el censo (en inglés, census-designated place, CDP) situado en el  condado de Fairfax, Virginia (Estados Unidos). Según el censo de 2020, tiene una población de 42 312 habitantes.

## Demografía

### Censo de 2020
Según el censo de 2020, hay 13 880 viviendas y  en la localidad. El 56.46% de los habitantes de la localidad son blancos, el 7.22% son afroamericanos, el 0.36% son amerindios, el 18.41% son asiáticos, el 0.06% son isleños del Pacífico, el 4.95% son de otras razas y el 12.53% son de una mezcla de razas. Del total de la población, el 14.20% son hispanos o latinos de cualquier raza.

### Censo de 2000
Según el censo del 2000, en ese momento la localidad tenía una población de 57 737 habitantes. Había 19 215 viviendas y 15 756 familias en Burke. La densidad de población era de 1933.4 habitantes por km².
En el 44% de los hogares residían niños de menos de 18 años, en el 70.6% vivían parejas casadas, en eñ 8.7% vivían mujeres solteras, y el 18% no eran familias. En el 13.4% de las hogares residían personas solas y en el 2.9% vivían personas de 65 años o más. El número medio de personas viviendo en cada hogar era de 2.99 y el número medio de personas que vivían en cada familia era de 3.3.
Por edades la población se repartía de la siguiente manera: un 27.9% tenía menos de 18 años, un 7.3% entre 18 y 24, un 28.6% entre 25 y 44, un 30.6% de 45 a 60 y un 5.5%, 65 años o más.
La edad media era de 38 años. Por cada 100 mujeres de 18 o más años había 91.1 hombres.
Los ingresos medios de los hogares eran de $93,561 y los ingresos medios de las familias eran de $99,487. Los hombres tenían ingresos medios por $66,149 frente a los $41,933 que percibían las mujeres. Los ingresos per cápita eran de $34,936. Alrededor del 1.5% de las familias y del 2.3% de la población estaban por debajo de la línea de pobreza.

### Estimación 2017-2021
De acuerdo con la estimación 2017-2021 de la Oficina del Censo, el número medio de personas viviendo en cada hogar de la localidad es de 3.18. El 15.7% de la población tiene 65 años de edad o más.
Los ingresos medios de los hogares son de $157,336 y los ingresos medios de las familias son de $161,309. Los ingresos per cápita en los últimos doce meses, medidos en dólares de 2021, son de $55,552.  Alrededor del 1.8% de la población está por debajo de la línea de pobreza.

## Clima
| Parámetros climáticos promedio de Burke | Parámetros climáticos promedio de Burke | Parámetros climáticos promedio de Burke | Parámetros climáticos promedio de Burke | Parámetros climáticos promedio de Burke | Parámetros climáticos promedio de Burke | Parámetros climáticos promedio de Burke | Parámetros climáticos promedio de Burke | Parámetros climáticos promedio de Burke | Parámetros climáticos promedio de Burke | Parámetros climáticos promedio de Burke | Parámetros climáticos promedio de Burke | Parámetros climáticos promedio de Burke | Parámetros climáticos promedio de Burke |
| Mes                                     | Ene.                                    | Feb.                                    | Mar.                                    | Abr.                                    | May.                                    | Jun.                                    | Jul.                                    | Ago.                                    | Sep.                                    | Oct.                                    | Nov.                                    | Dic.                                    | Anual                                   |
| --------------------------------------- | --------------------------------------- | --------------------------------------- | --------------------------------------- | --------------------------------------- | --------------------------------------- | --------------------------------------- | --------------------------------------- | --------------------------------------- | --------------------------------------- | --------------------------------------- | --------------------------------------- | --------------------------------------- | --------------------------------------- |
| Temp. máx. media (°C)                   | 6.7                                     | 9.4                                     | 14.4                                    | 20.6                                    | 25.6                                    | 29.4                                    | 31.7                                    | 30.6                                    | 27.2                                    | 21.1                                    | 15                                      | 8.9                                     | 20                                      |
| Temp. mín. media (°C)                   | -4.4                                    | -3.3                                    | 0.6                                     | 5.6                                     | 11.1                                    | 16.1                                    | 18.9                                    | 18.3                                    | 14.4                                    | 7.2                                     | 2.2                                     | -2.2                                    | 7                                       |
| Precipitación total (mm)                | 88.4                                    | 76.5                                    | 104.9                                   | 89.9                                    | 112.3                                   | 93.7                                    | 108.2                                   | 101.1                                   | 109.2                                   | 88.4                                    | 86.6                                    | 86.6                                    | 1145.8                                  |
| Fuente: Weather.com                     |                                         |                                         |                                         |                                         |                                         |                                         |                                         |                                         |                                         |                                         |                                         |                                         |                                         |